# Rozjímání o sendviči
Rozjímání o sendviči je druhé sólové album písničkáře Jana Řepky s podtitulem 36 písní Maniho Mattera, Lieder von Mani Matter auf Tschechisch. Album bylo vydané v roce 2016 autorovým vlastním nákladem. Jedná se o první rozsáhlé uvedení švýcarské písňové tvorby uvedené v České republice.
V anketě hudebních publicistů na folkovém webu Folktime.cz bylo album vyhlášeno nejlepším albem roku 2016. Bylo též nominováno na Anděla.

## Seznam skladeb
1. rozjímání o sendviči / betrachtige über nes sändwitsch
2. kolumbus / dr kolumbus
3. ferdinand je mrtev
4. eskymo / dr eskimo
5. má ulice / di strass won i drann wone
6. heidi / ds heidi
7. listopadová / novämbernacht
8. lotti šilhá / ds lotti shilet
9. má další píseň / mys  nächschte lied
10. budík / dr wecker
11. jízdenka / ds  trambiliee
12. peněženka / ds portmonee
13. člověk se podobá / dr mönsch isch wi dä
14. u holiče / bim coiffeur
15. zábrany / hemmige
16. dynamic / dynamit
17. zápalka / ds zündhözli
18. o prázdném houslovém futrálu / us emene lääre gygechaschte
19. noe / dr noah
20. nos / d nase
21. chybička / missverständnis
22. kráva na kraji lesa / chue am waldrand
23. psychika ženy / d psyche vo df frou
24. arabská / arabisch
25. když hrál se vilém / si hei dr wilhäl täll ufgüert  tell
26. my  máme stranu / mir hei e verein
27. píseň o kritizování / ds lied vom kritisiere
28. u nás ve švýcarsku / hie ir schwyz
29. těm co je dobře / dene was guet geit
30. šašek / dr gloon
31. balada / ballade
32. vyhlídkový let / dr alpeflug
33. ve vlaku / ir ysebahn
34. zpět o nádraží / ds lied vo de bahnhöf
35. proč  jste takoví smutní? / warum syt dir so truurig?
36. neříkejte mi / new säget sölle mir